# Phragmatobia rubricosa
Phragmatobia rubricosa är en fjärilsart som beskrevs av Harris 1841. Phragmatobia rubricosa ingår i släktet Phragmatobia och familjen björnspinnare. Inga underarter finns listade i Catalogue of Life.